# 020号線 (チェコ)
チェコ国鉄020号線（チェコこくてつぜろにぜろごうせん）、別名ヴェルキー・オセク～ホツェニ線（チェコ語: Železniční trať Velký Osek – Choceň）は、チェコ国鉄の鉄道線の名称である。
ティーニシツェ以西は、オーストリア北西部鉄道の路線として、1870～1873年にかけて開業した。チェコとポーランドのシロンスク地方を結ぶ路線として開業したが、現在広域輸送は並行する010号線が担っており、プラハとフラデツ・クラーロヴェーを結ぶローカル路線としての性格が強い。
なお、フラデツ - ティーニシチェ間については021号線、ティーニシチェ - ホツェニ間については026号線の項目を参照。

## 運行形態

### 特急「リフリーク(R)」
- クラコノシ号：　プラハ - フラデツ・クラーロヴェー - トゥルトゥノフ
2時間ヘッドで運行する。ヴェリキー・オセク以西は231号線、フラデツ・クラーロヴェー以東は031号線に直通する。
2019年度は、フラデチャン号を名乗っていた。

- フラデチャン号：　プラハ - フラデツ・クラーロヴェー
2-4時間に1本、クラコノシ号と合わせて1～2時間間隔で運行されている。
2021年以前は、一日1往復に限り、プラハ～ティーニシチェ～レトフラド間で運行していて、これはフラデツ以東021号線に直通していた。

### 快速「スピェシニー(Sp)」
下記4つの運転系統が分かれる。
- コリーン - ヴェリキー・オセク - フルメツ・ナド・チドリノウ - トルトノフ
全便が040号線に直通し、2時間ヘッドで運行されている（午前中など、時間帯によっては4時間間隔が空く）。ほとんどが231号線のコリーンやチャースラフまで直通する。オセク - フルメツ間は、普通列車が殆ど運行されていないため、快速が各駅に停車して（ただしホチョヴィツェは通過便が多い）ローカル輸送を担っている。
2022年度に限り、一部を除いてヴェリキー・オセク以東のみでの運行であった。2022年以前は、ホチョヴィツェにも朝・夕方に限り一部停車していた。

### 普通
区間毎に運転系統が分かれる。
- ヴェリキー・オセク - ドブシツェ・ナド・チドリノウ ( ← フルメツ・ナド・チドリノウ )　【平日運行】
平日のみ、一日1往復運行している。これに加え、フルメツ・ナド・チドリノウ→ドブシツェ・ナド・チドリノウ→ヴェリキー・オセク間に平日のみ片道1本が運行される。この区間は、快速が事実上のローカル輸送を担っている。なおホチョヴィツェを通過するが、2016年以前は停車していた。
2019年以前は、上記に加え、コリーン - ヴェリキー・オセク - ドブシツェの列車が一日1往復運行していて、平日のみならず休日も運行していた。

- フルメツ・ナド・チドリノウ - フラデツ・クラーロヴェー
概ね2時間に1本の運行。
過去の運行形態
2020年以前は、多くが021号線のティーニシチェ方面に直通していた。また、平日の早朝に運行されるクラトノヒ、ククレニ通過の東行列車が、快速として運行していて、021号線に直通してホツェニまで運行していた。
2021年度以降、021号線への直通が削減となった。
2023年度以降、早朝の快速が普通に格下げされ、区間もフルメツ発フラデツ行に短縮された。

## 駅一覧
以下では、チェコ国鉄020号線の駅と営業キロ、停車列車、接続路線などを一覧表で示す。オセク以西の各駅については、060号線、060号線、231号線の項目を参照。
- 種別
  - R：特急
  - Sp：快速
  - Os：普通
- 停車駅
  - ■印：全列車停車
  - ●印：一部通過
  - ○印：一部停車
  - ｜印：全列車通過

| 路線名                                       | 駅名                                     | 駅間営業キロ | 累計営業キロ    | 累計営業キロ      | 累計営業キロ       | R  | Sp | Os | 接続路線 | 所在地                     | 所在地                     |
| -------------------------------------------- | ---------------------------------------- | ------------ | --------------- | ----------------- | ------------------ | -- | -- | -- | --- | -------------------------- | -------------------------- |
| 232                                          | プラハ本駅                               |              | オセクから 66.1 | フルメツから 88.9 | ホツェニから 162.3 | ■  |    |    | 011号線（トルジェボヴァー方面）、090号線（ウースチー方面） 122号線（ルドナー方面）、171号線（ミュンヘン方面） 210号線（ドブルジーシ方面）、221号線（ブヂェヨヴィツェ方面） 地下鉄C線（ハーイェ方面、ラードヴィー方面） | プラハ市                   | プラハ市                   |
| 232                                          | ヴィソチャニ駅                           |              | 26.5            | 82.3              | 155.7              | ■  |    |    | 071号線（ムラダー・ボレスラフ方面） | プラハ市                   | プラハ市                   |
| この間の各駅は231号線、232号線の項目を参照。 |                                          |              |                 |                   |                    |    |    |    | |                            |                            |
| 231                                          | ニンブルク本駅                           |              | 15.5            | 38.3              | 111.7              | ■  |    |    | 060号線（ポルジーチャニ方面） 061号線（イチーン方面）、062号線（ルンブルク方面） | 中央ボヘミア州             | ニンブルク郡               |
| 231                                          | ポヂェブラディ駅                         |              | 8.0             | 30.8              | 104.2              | ■  |    |    | | 中央ボヘミア州             | ニンブルク郡               |
| 020                                          | ヴェリキー・オセク駅                     | -            | 0.0             | 22.8              | 96.2               | ｜ | ■  | ■  | 231号線（コリーン方面） | 中央ボヘミア州             | コリーン郡                 |
| 020                                          | サーニ駅                                 | 4.8          | 4.8             | 18.0              | 91.4               | ｜ | ■  | ■  | | 中央ボヘミア州             | ニンブルク郡               |
| 020                                          | ドブシツェ・ナド・チドリノウ駅           | 2.0          | 6.8             | 16.0              | 89.4               | ｜ | ■  | ■  | | 中央ボヘミア州             | ニンブルク郡               |
| 020                                          | ホチョヴィツェ駅(休止中 *1)              |              | (12.0)          |                   |                    | ｜ | ｜ | ｜ | | 中央ボヘミア州             | コリーン郡                 |
| 020                                          | プルジェヴィーショフ駅                   | 11.5         | 18.3            | 4.5               | 77.9               | ｜ | ■  | ■  | | フラデツ・クラーロヴェー州 | フラデツ・クラーロヴェー郡 |
| 020                                          | フルメツ・ナド・チドリノウ駅             | 4.5          | 22.8            | 0.0               | 73.4               | ■  | ■  | ■  | 028号線（ムニェステツ方面）、040号線（スタラー・パカ方面） | フラデツ・クラーロヴェー州 | フラデツ・クラーロヴェー郡 |
| 020                                          | ノヴェー・ムニェスト・ナド・チドリノウ駅 | 3.8          | 26.6            | 3.8               | 69.6               | ｜ |    | ■  | | フラデツ・クラーロヴェー州 | フラデツ・クラーロヴェー郡 |
| 020                                          | カーラニツェ駅                           | 4.3          | 30.9            | 8.1               | 65.3               | ｜ |    | ■  | | フラデツ・クラーロヴェー州 | フラデツ・クラーロヴェー郡 |
| 020                                          | クラトノヒ駅                             | 3.5          | 34.4            | 11.6              | 61.8               | ｜ |    | ●  | | フラデツ・クラーロヴェー州 | フラデツ・クラーロヴェー郡 |
| 020                                          | ドブルジェニツェ駅                       | 3.3          | 37.7            | 14.9              | 58.5               | ｜ |    | ■  | | フラデツ・クラーロヴェー州 | フラデツ・クラーロヴェー郡 |
| 020                                          | ルホタ・ポド・リブチャニ駅               | 3.0          | 40.7            | 17.9              | 55.5               | ｜ |    | ■  | | フラデツ・クラーロヴェー州 | フラデツ・クラーロヴェー郡 |
| 020                                          | プラスカチカ駅                           | 2.7          | 43.4            | 20.6              | 52.8               | ｜ |    | ■  | | フラデツ・クラーロヴェー州 | フラデツ・クラーロヴェー郡 |
| 020                                          | フラデツ・クラーロヴェー・ククレニ駅     | 5.7          | 49.1            | 26.3              | 47.1               | ｜ |    | ●  | | フラデツ・クラーロヴェー州 | フラデツ・クラーロヴェー郡 |
| 020                                          | フラデツ・クラーロヴェー本駅             | 1.7          | 50.8            | 28.0              | 45.4               | ■  |    | ■  | 021号線（レトフラド方面） 031号線（パルドゥビツェ方面、リベレツ/トルトノフ方面） 041号線（トゥルノフ方面） | フラデツ・クラーロヴェー州 | フラデツ・クラーロヴェー郡 |

(*1): 2022年度以前は停車列車あり。